# Hina (Camerun)
Hina és un municipi al departament de Mayo-Tsanaga, situat a la regió de l'Extrem Nord (Camerun). Al cens del 2005 el municipi tenia 43 755 habitants,  entre aquests 3.901 al nucli de Hina. A més de la vila de Hina al terme municipal hi les següents localitat:
- Bamguel
- Bassara
- Bereng
- Djoho-Dagai
- Djoumdjoum
- Gamdougoum
- Gonozo
- Kaftaka
- Louguéré So'o
- Madama
- Mayo-Kaba
- Mayo-Mbana
- Mouldar
- Ouro Guertode
- Palva
- Panaï
- Panaka
- Windé
- Zouvoul

Hina té un clima de la sabana (Aw) amb poca o gens de pluja d'octubre a abril i pluges moderades a fortes de maig a setembre.